# إمام صلاة الجمعة

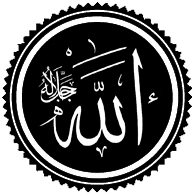

إمام صلاة الجمعة أو إمام الجمعة هو الشخص الذي يجري صلاة الجمعة والخطب ذات الصلة.